# Nagana

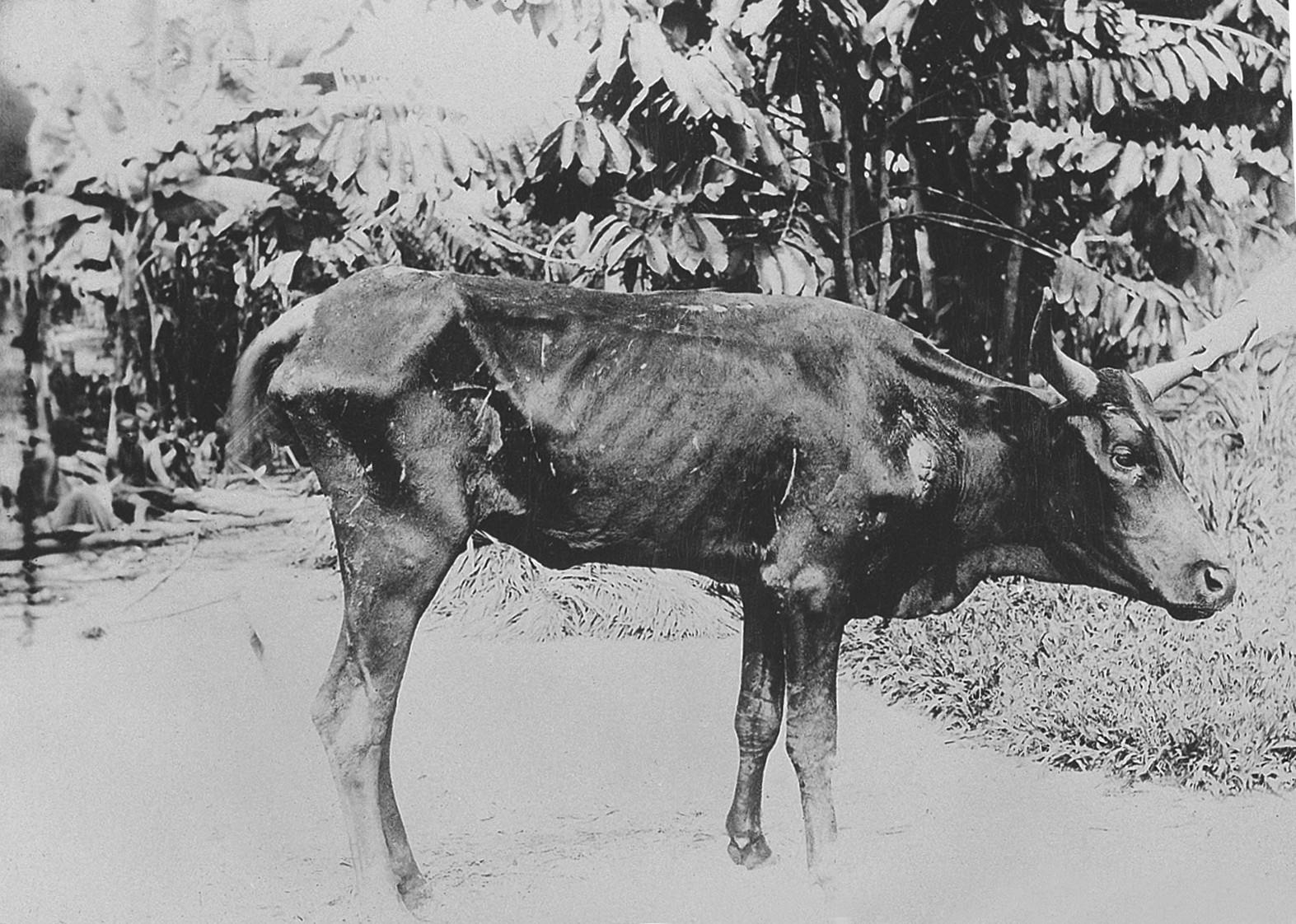
Mit Trypanosoma vivax infizierter Stier

Nagana ist eine in Afrika auftretende Tierseuche, die die Viehhaltung im afrikanischen „Tsetsegürtel“ (14° N bis 29° S) wesentlich einschränkt und durch Trypanosomen verursacht wird. Sie wird durch die Tsetsefliege übertragen.
- Trypanosoma brucei brucei: Rinder erkranken selten oder gar nicht, dagegen ist sie tödlich für Pferde, Esel, Hunde, Katzen und verschiedene Nagetiere.
- Trypanosoma vivax ist der Erreger der Nagana bei Rindern und Schafen (Souma oder Soumaya).
- Trypanosoma congolense ist der virulenteste Erreger bei Wiederkäuern (Gambia-Fieber).
- Trypanosoma simiae ist besonders bei Schweinen fatal, wird manchmal auch als Nagana bezeichnet.

Das ursprüngliche Parasitenreservoir besteht aus immunen oder latent infizierten Wildtieren Afrikas.
Infektionen mit verschiedenen Trypanosomenarten sind häufig, auch mit den Erregern der humanpathogenen Afrikanischen Trypanosomiasis (Schlafkrankheit). Der Mensch erkrankt nicht an Nagana, doch kann er mit nahe verwandten Erregern (T.b. gambiense; T.b. rhodesiense) infiziert werden, welche zur Schlafkrankheit führen können.